# نيكي جاكسون
نيكي جاكسون (بالإنجليزية: Niki Jackson)‏ هو لاعب كرة قدم أمريكي في مركز الهجوم، ولد في 25 أغسطس 1995 في فيكسبيرغ في الولايات المتحدة. لعب مع كولورادو رابيدز ونادي كولورادو سبرينغس.

## وصلات خارجية
- نيكي جاكسون على موقع الدوري الأمريكي (الإنجليزية)
- نيكي جاكسون على موقع قاعدة بيانات كرة القدم.إي يو (الإنجليزية)
- نيكي جاكسون على موقع Soccerway.com (الإنجليزية)